# Kefar Choszen
Kefar Choszen (hebr. כפר חושן; ang. Kfar Hoshen) – moszaw położony w Samorządzie Regionu Merom ha-Galil, w Dystrykcie Północnym, w Izraelu.

## Położenie
Leży w północnej części Górnej Galilei w pobliżu góry Meron (1 208 m n.p.m.) i granicy z Libanem.

## Historia
Pierwotnie w tej okolicy znajdowała się arabska wioska Safsaf. Podczas I wojny izraelsko-arabskiej w październiku 1948 Izraelczycy przeprowadzili Operację Hiram. W dniu 29 października Safsafa została zajęta przez izraelskich żołnierzy. Doszło wówczas do masakry ludności cywilnej, w której rozstrzelano 52-64 mieszkańców ze związanymi z tyłu rękami. Pochowano ich w zbiorowej mogile. Zgwałcono także co najmniej 3 kobiety. Po wojnie izraelska prokuratura wojskowa przeprowadziła w sprawie masakry dwa śledztwa, ale ich raporty nie były jednoznaczne. Następnie wioska została cała wysiedlona, a większość domów wyburzono.
Współczesny moszaw został założony w 1949 przez imigrantów z Bułgarii.

## Gospodarka
Gospodarka moszawu opiera się na sadownictwie.